# Theodor Rock
Theodor Rock är en klippa i Sydgeorgien och Sydsandwichöarna (Storbritannien). Den ligger i den nordvästra delen av Sydgeorgien och Sydsandwichöarna.
Terrängen runt Theodor Rock är varierad.  Det finns inga samhällen i närheten. 